# USCGC Evergreen (WLB-295)

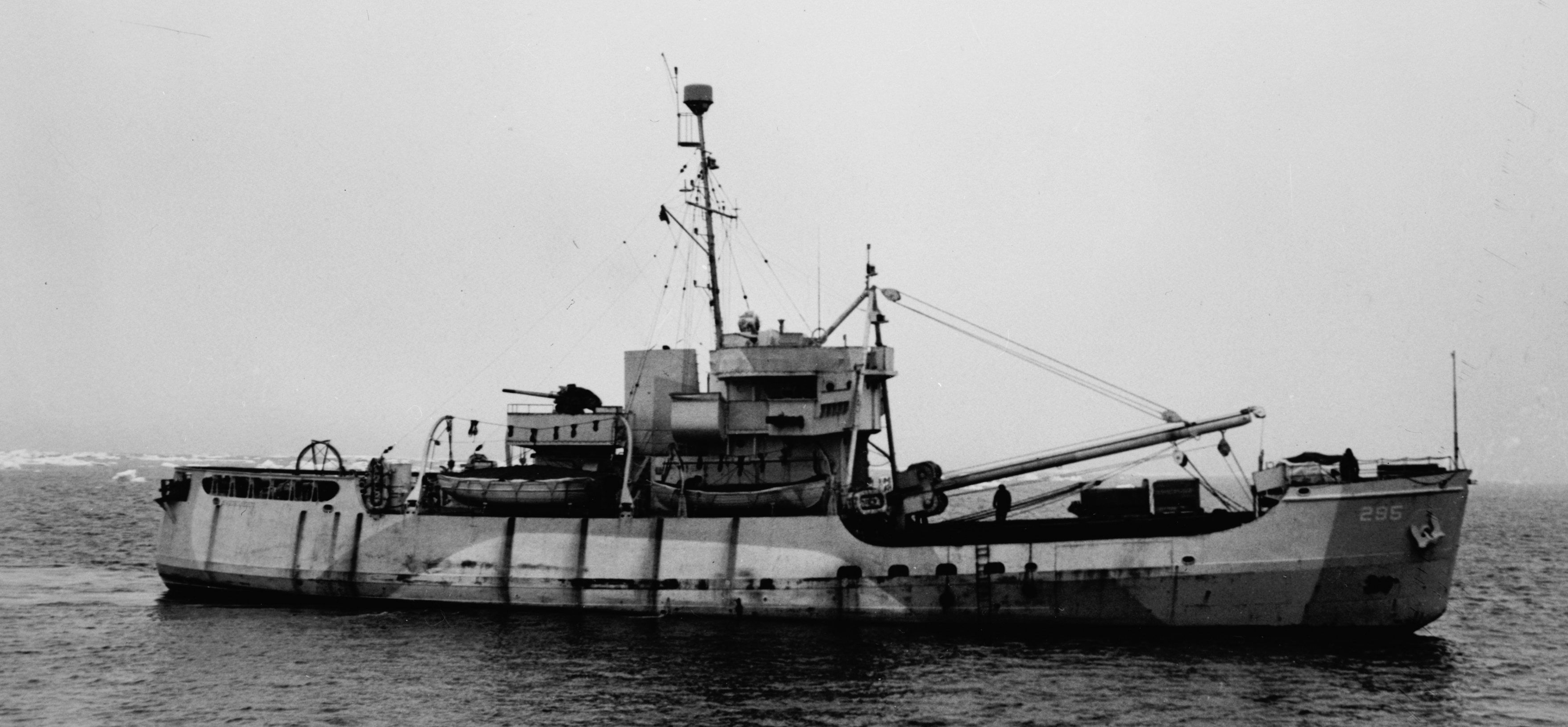
USCGC Evergreen w 1945

USCGC Evergreen (WLB-295) później WAGO-295 i WMEC-295 – amerykańska jednostka pomocniczo-zaopatrzeniowa (ang. sea going buoy tender) z okresu XX wieku.
"Evergreen" początkowo został zaprojektowany dla United States Lighthouse Service. Ostateczny projekt został zbudowany przez Marine Iron and Shipbuilding Corporation w Duluth. 15 kwietnia 1942 położono stępkę, a kadłub zwodowano 3 lipca 1942. Okręt wszedł do służby 30 kwietnia 1943. Koszt kadłuba z maszynownią wynosił 871 946 dolarów.
"Evergreen" był jednym z 39 jednostek stuosiemdziesięciostopowych pełnomorskich jednostek do obsługi bój nawigacyjnych (ang. seagoing buoy tenders) zbudowanych w latach 1942-1944. Wszystkie poza USCGC "Ironwood" (WLB-307) zostały zbudowane w Duluth.
Od 1948 "Evergreen" zaczął pełnić służbę w ramach Międzynarodowego Patrolu Lodowego (ang. International Ice Patrol) w ramach dodatkowych zadań do okrętu obsługującego boje. W 1956 okręt służył jako jednostka dowodzenia w czasie akcji ratowania rozbitków z tonącego statku "Andrea Doria". W 1964 został przerobiony na okręt oceanograficzny i otrzymał oznaczenie WAGO-295. W czasie przebudowy zainstalowano komputer – okręt stał się w ten sposób pierwszą rządową jednostką oceanograficzną wyposażoną w taki sprzęt. W czasie pełnienia tego przydział został także przemalowany ze czarnego schematu malowania kadłuba na biały schemat. Ten typ malowania nosił do momentu wycofania ze służby. W 1968 jednostka ucierpiała od dużego pożaru w maszynowni, w czasie gdy był przycumowany do pirsu. Pożar jednak został ugaszony, a okręt wyremontowany. W 1972 "Evergreen" przeszedł modyfikację. W 1982, gdy program oceanograficzny Straży Wybrzeża został zakończony, okręt przerobiono na okręt patrolowy (ang. Medium Endurance Cutter) i nadano mu oznaczenie WMEC-295.
"Evergreen" został wycofany ze służby 26 czerwca 1990. Został użyty jako okręt-cel przez US Navy  i zatopiony w 1992.